# UNIVAC
UNIVAC (Universal Automatic Computer) és el nom d'una línia d'ordinadors electrònics de programes emmagatzemats digitalment. Van ser creats per una companyia nord-americana fundada per John Presper Eckert i John Mauchly, que va començar a comercialitzar per primera vegada amb els productes de la Eckert-Mauchly Computer Corporation. Més tard, el nom es va aplicar a una divisió de l'empresa Remington Rand i organitzacions successores.

## Breu cronologia de la seva formació i desaparició
Tot i que el nom UNIVAC se li va donar relativament tard, UNIVAC és el fruit comercial dels creadors de l'ENIAC, el primer computador de l'era moderna. Tot va començar quan J. Presper Eckert i John William Mauchly van acabar amb la fabricació de l'ENIAC. Van tenir un conflicte amb la Moore School, on havien estat treballant fins aleshores, relacionat amb les patents. Això va fer que se n'anessin a l'empresa privada: van escollir la Electronic Control Company que després van rebatejar com a Eckert-Mauchky Computer Corporation (EMCC).
El febrer de 1950 EMCC va ser venuda a Remington Rand. Després de diverses adquisicions d'altres empreses per part de Remington, es va fundar el que llavors es va anomenar UNIVAC Division of Remington. No va ser fins als anys 1953~1954 que Remington es va decidir a anomenar la seva divisió de "business computers" com a UNIVAC.
Poc temps després, el 1955, l'empresa matriu d'UNIVAC, Remington, es va fusionar amb Sperry Corporation i es va crear Sperry Rand, tot i això la divisió UNIVAC es va mantenir sense gaires canvis. Durant els anys 60 es considera UNIVAC una de les 8 majors empreses existents i segueix així gran part de la següent dècada. Finalment Sperry s'adona que el seu model de negoci (venia gairebé qualsevol cosa) no és rendible i decideix dedicar-se en exclusiva a la fabricació d'ordinadors. L'any 1986 Burroghs i Sperry es fusionen creant Unisys que actualment és competència directa d'IBM.

## Les màquines d'UNIVAC
UNIVAC ha produït durant tota la seva història molts models diferents d'ordinadors. Els dos models més importants són: UNIVAC I i l'UNIVAC 1108A i les seves evolucions, la sèrie 1100/XX.

### L'UNIVAC I
L'UNIVAC I va ser el primer ordinador que es va fabricar de manera comercial als Estats Units.

### UNIVAC 1108
És la segona màquina creada després l'aparició de Sperry Rand i es caracteritzava per l'ús dels circuits integrats en lloc de la memòria feta servir fins aleshores, formada per una fina pel·lícula magnetitzable sobre un tambor. A més de la millora en altres components (fonamentalment gràcies als avenços tecnològics), es van fer canvis força importants en el disseny. Aquests permetien que es fes swap off d'una aplicació fora de la memòria principal, major precisió alhora de fer càlculs aritmètics, noves operacions de llenguatge màquina, més canals per l'entrada sortida dels perifèrics, etc.
La UNIVAC 1108A era multiprocessador. Incorporava 2 controladors independents d'I/O permetia que es fessin fins a 5 operacions de manera simultània, 3 en les CPUs i 2 en els controladors d'entrada sortida.
Els models posteriors d'aquesta màquina van passar a nomenar-se UNIVAC 1100/xx on el xx indicava la quantitat de processadors que podia portar la màquina.